# 太平洋編成経路システム
太平洋編成経路システム(Pacific Organised Track System ;PACOTS)は、日本 - アメリカ間の北大平洋上において、運航者の要望、その日の天候、空域の運用状況等を勘案した上で設定される可変航空路（１日当たり2 - 5本設定）を運用するシステムである。

## 概要
太平洋上を横断する航空交通量は増加の一途をたどっており、利用可能な空域をより効率的に利用する必要性が生じている。その目標を達成するために、国土交通省航空局(JCAB)とアメリカ連邦航空局(FAA)にて太平洋編成経路システム（PACOTS）が開発された。北米西海岸・ハワイから日本・東南アジアを相互に行き来する航空機に対して太平洋横断路の最良の風況、運航者の要望、航空路混雑を加味した航空路が日毎に設定される。PACOTSでの航空機間隔は広域航法(RNP)基準で縦間隔・横間隔とも30海里である。トラック上では、最小縦断距離は10分で運用される。
PACOTSで設定される洋上航空路は、福岡、オークランド、アンカレッジの各飛行情報区(FIR)内に設定され、固定航空路である北太平洋ルート(NOPAC)を含めて最適な航空路が設定される。NOPACは最短経路である大圏航法に近いルートが設定されるが、PACOTSはその性質上、必ずしも最短経路になるとは限らない。
PACOTSで設定される航路は、東向き航路を福岡FIRの航空交通管理センター（ATMC）が、西向き航路はオークランドARTCCと連携して1日2回作成し、NOTAMにて告示される。
東行きPACOTSコースは数字で、西行きPACOTSコースはアルファベットで指定される。
PACOTSによって、追い風成分の最も大きい経路あるいは向かい風成分の最も少ない経路を飛行することが可能であり、燃料消費縮減及びCO2排出削減に大きな効果がある。
また、PACOTSをベースに、運航機材・運航時刻・気象予報等を考慮して運航者が任意に作成した経路を飛行する方式であるUPR方式 （User Preferred Route） もあり、UPRの実施により航空会社が最も希望する経路を飛行できるこ とになり、燃料消費削減とCO2排出削減に効果があるとされる。

## PACOTS航路の一覧
- 日本 - 北米ルート
- 日本 - ハワイルート